# Ulanqab
Ulanqab, även känt som Ulaantsav eller Olanchab, är en stad på prefekturnivå i Inre Mongoliet i Folkrepubliken Kina. Den ligger omkring 110 kilometer norr om regionhuvudstaden Hohhot. 
I norr gränsar staden till den mongoliska provinsen Dornogobi.

## Historia
Under Qingdynastin var Ulanqab var ett av de sex mongoliska förbunden i Inre Mongoliet. Under Republiken Kina och Folkrepubliken Kinas första halvdecennium tillhörde den västra delen av Ulanqab provinsen Suiyuan.
När Ulanqab införlivades med det autonoma området Inre Mongoliet 1954 blev det ett mongoliskt förbund, men det ombildades till en stad på prefekturnivå 2003. Huvudort och den egentliga stadskärnan utgörs av stadsdistriktet Jining, som fram till omorganisationen var en stad på häradsnivå.

## Administrativ indelning
Prefekturen Ulanqab består av ett stadsdistrikt (区 qū), en stad på häradsnivå (县级市 xiànjíshì), fem härad (县 xiàn) och fyra baner (旗 qí).
I baneret Siziwang sker många av landningarna för rymdfarkoster ur Shenzhouprogrammet.
| Karta                | Karta                  | Karta          | Karta                  | Karta                  | Karta    | Karta                    |
| -------------------- | ---------------------- | -------------- | ---------------------- | ---------------------- | -------- | ------------------------ |
|                      |                        |                |                        |                        |          |                          |
| Nr                   | Namn                   | Kinesiska      | Pinyin                 | Befolkning (2004 est.) | Yta(km²) | Befolknings täthet(/km²) |
| Stadsdistrikt        |                        |                |                        |                        |          |                          |
| 1                    | Jining                 | 集宁区         | Jíníng qū              | 260 000                | 114      | 2 281                    |
| Städer på häradsnivå |                        |                |                        |                        |          |                          |
| 2                    | Fengzhen               | 丰镇市         | Fēngzhèn shì           | 310 000                | 2 703    | 115                      |
| Härad                |                        |                |                        |                        |          |                          |
| 3                    | Zhuozi                 | 卓资县         | Zhuózī xiàn            | 230 000                | 3 119    | 74                       |
| 4                    | Huade                  | 化德县         | Huàdé xiàn             | 160 000                | 2 527    | 63                       |
| 5                    | Shangdu                | 商都县         | Shāngdū xiàn           | 330 000                | 4 304    | 77                       |
| 6                    | Xinghe                 | 兴和县         | Xīnghé xiàn            | 300 000                | 3 520    | 85                       |
| 7                    | Liangcheng             | 凉城县         | Liángchéng xiàn        | 230 000                | 3 451    | 67                       |
| Baner                |                        |                |                        |                        |          |                          |
| 8                    | Främre högra Chahar    | 察哈尔右翼前旗 | Cháhā'ěr yòuyì qiánqí  | 260 000                | 2 734    | 95                       |
| 9                    | Mellersta högra Chahar | 察哈尔右翼中旗 | Cháhā'ěr yòuyì zhōngqí | 210 000                | 4 200    | 50                       |
| 10                   | Bakre högra Chahar     | 察哈尔右翼后旗 | Cháhā'ěr yòuyì hòuqí   | 210 000                | 3 803    | 55                       |
| 11                   | Siziwang               | 四子王旗       | Sìzǐwáng qí            | 200 000                | 24 016   | 8                        |

## Klimat
Genomsnittlig årsnederbörd är 442 millimeter. Den regnigaste månaden är juli, med i genomsnitt 116 mm nederbörd, och den torraste är januari, med 2 mm nederbörd.